# Джордж Роджерс Кларк

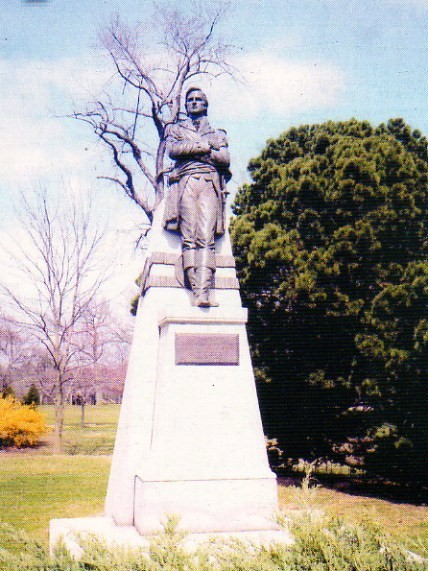
Меморіал Джорджа Роджерса Кларка у Квінсі, Іллінойс

Джордж Роджерс Кларк (англ. George Rogers Clark; народився 19 листопада 1752 — помер 13 лютого 1818) — американський військовик, герой Війни за незалежність.
Будучи лідером ополчення Кентуккі протягом майже всієї війни, Кларк головним чином відповідав за захоплення Каскаскії (1778) і Вінсеннса (1779), що серйозно послабило британський вплив на Північно-Західній території (сучасні штати Огайо, Індіана, Мічиган, Іллінойс і Вісконсин). Оскільки британці передали всю територію Сполученим Штатам у 1783 році за Паризьким договором, Кларка часто називали «завойовником Північного Заходу».
Своїх найбільших досягнень Кларк досяг у віці до тридцяти років. Оскільки штат Вірджинія так і не відшкодував йому гроші, витрачені на війну, останні роки свого життя він провів у злиднях, повільно впадаючи в алкоголізм. Перед смертю його підтримувала сім'я, в першу чергу молодший брат Вільям, учасник знаменитої експедиції до берегів Тихого океану.

## Ранні роки
Джордж Роджерс Кларк народився в місті Альбемарл (штат Вірджинія). Він був другим із десяти дітей Джона Кларка та Анни Роджерс Кларк, які були англіканами англо-шотландського походження. П'ятеро з шести їхніх синів згодом стали солдатами Американської революції, а молодший Вільям, став відомим мандрівником і дослідником. У 1756 році, після початку Французько-індіанської війни, родина Кларків переїхала з цієї місцевості до округу Керолайн, де вони орендували невелику плантацію.

У 1772 році, будучи двадцятирічним геодезистом, Кларк здійснив свою першу поїздку до Кентуккі серед тисяч поселенців. Місцеві індіанці не були учасниками угоди, згідно з якою поселенці отримали нові мисливські угіддя. У результаті спалахнули бойові дії, відомі як війна Данмора, в якій Кларк грав другорядну роль як капітан ополчення Вірджинії.

## Революція

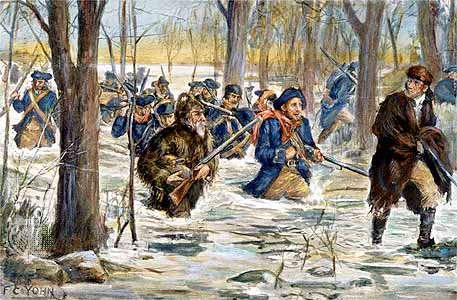
Похід Кларка на Венсеннс, картина. Ф C Йон

Коли на сході почалася Війна за незалежність США, поселенці в Кентуккі почали сперечатися, кому належить ця територія. Річард Гендерсон, суддя та землевласник із Кароліни, купив більшу частину Кентуккі в індіанців черокі за незаконним договором. Гендерсон мав намір створити власну колонію, яку він назвав Трансільванія, але більшість поселенців не визнавали умов договору. У червні 1776 року ці поселенці обрали Кларка та Джона Габріеля Джонса своїми представниками, які мали передати петицію до Генеральної асамблеї Вірджинії з вимогою розширення кордонів колонії та включення Кентуккі. Кларк і Джонс приїхали до Вільямсбурга, де їм вдалося переконати губернатора Патріка Генрі створити округ Кентуккі. Кларк отримав 500 фунтів пороху для оборони поселень і звання майора міліції округу Кентуккі. Кларку було лише 24 роки, але він був підпорядкований старим прикордонникам, таким як Деніел Бун, Бенджамін Логан і Леонард Гелм, які вважали його справжнім лідером.

### Іллінойська кампанія
У 1777 році Війна за незалежність США також досягла Кентуккі. Індіанці, озброєні та підбадьорені обіцянками британського лейтенант-губернатора Генрі Гамільтона у форті Детройт, пішли війною на білих поселенців в Кентуккі в надії повернути свої мисливські угіддя. Кларк брав участь у кількох сутичках. Він вважав, що єдиним способом зупинити атаки індіанців було б знищити британські форпости на північ від річки Огайо та відрізати індіанців від британських поставок. Кларк попросив у губернатора Генрі дозволу очолити таємну експедицію проти одного з цих форпостів в Іллінойсі. Генрі призначив Кларка підполковником міліції Вірджинії та дав дозвіл зібрати відповідну кількість людей .
У липні 1778 року Кларк із приблизно 175 чоловіками перетнув Огайо і рушив на Каскаскію, зайнявши її в ніч на 4 липня. Кагокія, Вінсеннс і кілька інших міст і фортів на британській території були захоплені без жодного пострілу, тому що ні франкомовні жителі цих областей, ні індіанці не хотіли ризикувати, щоб захистити британців. У відповідь Генрі Гамільтон на чолі невеликого загону відвоюв Вінсеннс. У лютому 1779 року Кларк повернувся до Вінсеннса, відвоював місто та взяв у полон самого Гамільтона. Ця смілива зимова експедиція стала найвідомішим подвигом Кларка та джерелом його слави як американського героя. Вірджинія скористалася успіхом Кларка, створивши на відвойованих територіях «округ Іллінойс».

### Кінець війни
Головним наміром Кларка під час Війни за незалежність було захоплення форту Детройт, але він так і не зміг зібрати достатньо людей для виконання цієї дії. Ополченці Кентуккі вважали за краще захищати свої домівки, ніж наражати себе на небезпеку під час тривалої і складної експедиції. У червні 1780 року британсько-індійські війська з Детройта напали на Кентуккі, захопивши два укріплені поселення та забравши велику групу полонених. У серпні Кларк очолив експедицію у відповідь, яка завершилася перемогою біля міста Піква. Наступного року Кларк був підвищений до звання бригадного генерала губернатором Вірджинії Томасом Джефферсоном і знову почав готуватися до походу на Детройт, але частина його військ була знищена індіанцями в серпні 1781 року, що завершило кампанію.
Ще більшої поразки було зазнано через рік: у серпні 1782 року британсько-індіанські війська перемогли ополчення Кентуккі в битві під Блу-Лікс. Хоча він не брав участі в битві, Кларк, як найвищий офіцер ополчення, був підданий жорсткій критиці за цю поразку. Щоб очистити себе, Кларк очолив ще одну карну експедицію вглиб території Огайо та спалив кілька індіанських сіл на річці Грейт-Маямі .
Діяльність Кларка під час війни за незалежність була предметом широких публічних дебатів. Через те, що за Паризьким договором 1783 року британці віддали Сполученим Штатам всю Північно-Західну територію, деякі історики вихваляли Кларка як переможця, який майже вдвічі збільшив площу первісних тринадцяти колоній. Кларка навіть прославляли як «Завойовника Північного Заходу», а його дії в Іллінойсі — особливо похід на Вінсеннс — хвалили до небес. Інші історики, однак, применшували значення кампанії, стверджуючи, що «захоплення» Кларка було лише тимчасовою окупацією кількох міст, яка не мала впливу на мирні переговори в Європі.

## Пізніша історія
Кларку було лише 30 років, коли закінчилася Війна за незалежність, і всі його великі досягнення були позаду. Після його перемог в Іллінойсі поселенці почали напливати до Кентуккі, часто незаконно займаючи індіанські землі на північ від річки Огайо. Кларк брав участь у переговорах щодо укладення мирних договорів з індіанськими племенами у форті Макінтош у 1785 році та у форті Фінні у 1786 році, але бої між індіанцями та поселенцями тривали. Згідно з урядовим звітом від 1790 року, з моменту закінчення війни 1500 поселенців стали жертвами неодноразових нападів індіанців на Кентуккі. Намагаючись покласти край цим нападам, Кларк очолив експедицію проти індіанських сіл на річці Вобаш у 1786 році. Експедиція закінчилася повним провалом: через нестачу припасів 300 ополченців повстали проти командувача, тому Кларк був змушений відступити. В результаті репутація Кларка сильно постраждала; він ніколи більше не вів людей у бій.
Більшу частину свого життя Кларк страждав від фінансових проблем. Більшість своїх військових кампаній він фінансував за рахунок позичених грошей. Коли кредитори почали вимагати повернення його боргів, Кларк не зміг отримати компенсацію ані від уряду Вірджинії, ані від Конгресу, оскільки записи про прикордонну діяльність під час війни були неповними. Хоча Кларк мав права на тисячі гектарів землі, наданої йому за його військові досягнення, він не мав достатньо ресурсів, щоб отримувати дохід від землі.
Коли стало зрозуміло, що його кар'єра закінчилася, а надії на процвітання під сумнівом, 2 лютого 1793 року Кларк запропонував свої послуги Едмону-Шарлю Жене, послу революційної Франції. Американці на кордоні образилися на іспанську колонію Луїзіану за те, що вона не дозволила їм вільно користуватися водним шляхом річки Міссісіпі, що значно полегшило б торгівлю. Уряд проігнорував звернення прикордонників. Кларк запропонував Жене, що за французькі гроші він очолить експедицію, яка вижене іспанців з долини Міссісіпі. Жене призначив Кларка «генерал-майором французької армії та командувачем французького легіону на річці Міссісіпі». Кларк почав організовувати кампанію для захоплення міст Нью-Мадрид, Сент-Луїс, Натчез і Новий Орлеан, заручившись допомогою старих товаришів по зброї, таких як Бенджамін Логан і Джон Монтгомері, і отримавши підтримку губернатора Кентуккі Ісаака Шелбі. Спочатку він витратив 4680 доларів із власної кишені на припаси. Однак на початку 1794 року президент Джордж Вашингтон видав прокламацію, в якій забороняв американцям порушувати нейтралітет країни і погрожував надіслати генерала Ентоні Вейна до форту Массак, щоб зупинити експедицію. Французький уряд звільнив Жене та скасував усі рішення, які він ухвалив щодо війни з Іспанією. Плани Кларка зазнали краху, а спроби повернути з французів гроші, витрачені на кампанію, не увінчалися успіхом.
За кілька років кредитори позбавили Кларка всього майна. Йому залишилася невелика ділянка землі в Кларксвіллі, де він побудував водяний млин і працював разом з двома чорношкірими рабами. Протягом наступних двадцяти років Кларк жив у невідомості та мав проблеми з алкоголем. Він не одружувався і не мав жодних пригод з жінками, хоча сімейна традиція зберегла історію про його роман з Терезою де Лейба.
У 1809 році у Кларка стався серцевий напад. Він впав на відкритий вогонь і отримав сильні опіки ноги, внаслідок чого йому довелося ампутувати стопу. Не маючи змоги працювати, він опинився на підтримці свого швагра, майора Вільяма Крогана, на його фермі за 13 км від Луїсвілля . Помер після другого серцевого нападу 13 лютого 1818. Його поховали через два дні в Локаст-Гроув, але в 1889 році його тіло було ексгумовано та поховано на кладовищі Кейв-Гілл у Луїсвіллі.